# Pavetta revoluta
Pavetta revoluta är en måreväxtart som beskrevs av Ferdinand von Hochstetter. Pavetta revoluta ingår i släktet Pavetta och familjen måreväxter. Inga underarter finns listade i Catalogue of Life.